# Ancylostomatidae
Ancylostomatidae è una famiglia di nematodi uncinati parassiti del piccolo intestino. I generi di maggiore importanza in medicina umana sono Ancylostoma e Necator.